# Fate la rivoluzione senza di noi
Fate la rivoluzione senza di noi (Start the Revolution Without Me) è un film del 1970 diretto da Bud Yorkin.

## Trama
Il 1789, l'anno della rivoluzione, vede infatti i fratelli schierati gli uni coi sanculotti, che vogliono abbattere la monarchia, gli altri inseriti in un intrigo di corte ordito contro Luigi XVI dalla regina e da un infedele ministro.